# Érechthéion
L’Érechthéion (en grec ancien Ἐρέχθειον / Erékhtheion, en grec moderne Ερέχθειο / Erékhthio) est un ancien temple grec d’ordre ionique situé sur l'acropole d'Athènes, au nord du Parthénon. C’est le dernier monument érigé sur l’Acropole, la célèbre colline, avant la fin du Ve siècle av. J.-C. et il est renommé pour son architecture à la fois élégante et inhabituelle.
Il remplace le temple archaïque d’Athéna Polias qui se trouvait entre le Parthénon et l’emplacement actuel et qui fut détruit par les Persans en 480 av. J.-C. lors des guerres médiques.
Il est situé à l’emplacement de l’Acropole primitive et regroupait certaines des reliques les plus anciennes et les plus sacrées des Athéniens ; c’est à cet endroit qu’eut lieu la dispute entre Athéna et Poséidon.
On y trouvait aussi le Palladion, une statue d’Athéna, consacrée par Cécrops, roi mythique de l’Attique, et dont on croyait qu’elle était tombée du ciel ; les tombes de Cécrops et d’Érechthée ; une chapelle dédiée à Pandrose, une des trois filles de Cécrops, toutes les trois prêtresses de l'Érechthéion ; un puits d’eau salée, don mythique de Poséidon, et l’olivier sacré, don mythique d’Athéna fait à la population lors de sa dispute avec Poséidon.

## Architecture

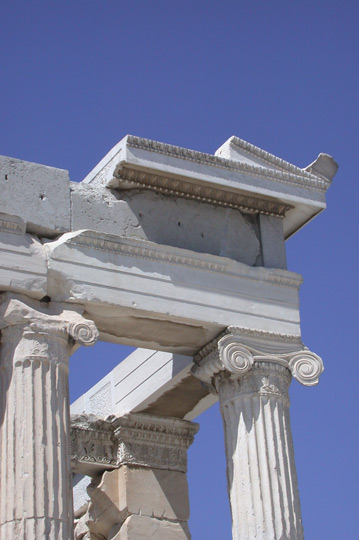
Détail de l'entablement : derrière la colonne de droite, on peut apercevoir une ante.

Périclès, dans ses plans d'aménagement de l'Acropole et après le Parthénon, pour rendre hommage à la tradition, décida de la construction d'un édifice nouveau destiné à regrouper les anciennes reliques.
L'architecte fut peut-être Philoclès ; d'autres sources citent Callicratès ou Mnésiclès comme auteurs du projet. Mais les goûts ont évolué et l'armature morale de la cité a changé : le baroque succède au classicisme, le grandiose et la simplicité font place au raffinement. Le besoin de préserver les sites sacrés explique probablement la complexité de la conception. Le temple n'est pas dédié à une divinité particulière mais est constitué de plusieurs sanctuaires. Trois de ces sanctuaires sont dédiés à Athéna, Poséidon et Zeus. On suppose que les deux autres sanctuaires sont dédiés à Cécrops et Érechthée, tous deux rois athéniens légendaires. L'Érechthéion se compose d'un corps principal, des portiques nord et sud et de plusieurs annexes. Le corps principal consiste en quatre parties qui ne représentent que la moitié d'un projet initial qui ne fut jamais achevé.
La plus grande, à l'est, est une cella avec un portique ionique. Du côté nord, un autre porche est soutenu par quatre colonnes pour la façade et deux sur les côtés ; au sud se trouve le fameux portique des cariatides où six statues de jeunes filles drapées servent de colonnes supportant l'entablement. Le temple est construit sur une pente, de sorte que les côtés nord et ouest sont situés environ trois mètres plus bas que les côtés sud et est. L'Érechthéion intact a été décrit par Pausanias.

## Cariatides de l'Érechthéion

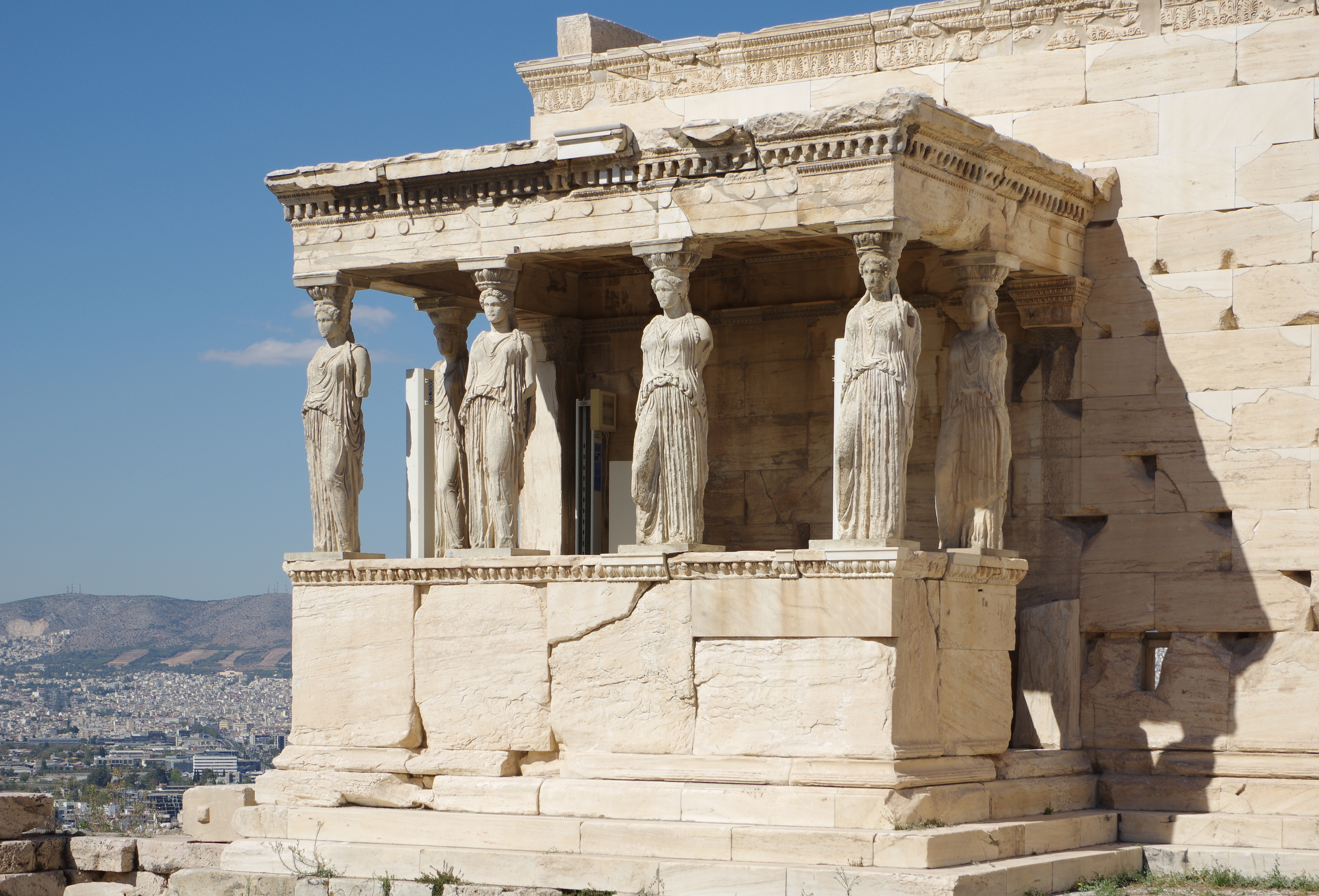
Le portique des Caryatides tel qu'il est aujourd'hui, toutes les statues sont des copies, cinq des statues originales sont dans le musée de l'Acropole et une au British museum.

Le nom de « cariatides » leur a été attribué secondairement, on les appelait auparavant simplement « jeunes filles », en grec Korè.
Plusieurs interprétations ont été proposées. Il pourrait s'agir des jeunes filles de Laconie qui dansaient chaque année en l'honneur d'Artémis Karyatis, ou les choéphores de Cécrops, le baldaquin formant la partie visible de son tombeau.
D'après l'architecte romain Vitruve, leur nom viendrait de ce que la ville de Karyes s'étant alliée aux Perses lors de l'invasion, ses habitants furent exterminés par les autres Grecs et leurs femmes réduites en esclavage, et condamnées à porter les plus lourds fardeaux. Mais cette explication n'est actuellement pas retenue, ce motif architectural étant déjà répandu à cette époque, par exemple sur le Trésor des Siphniens à Delphes.

## Reliques et rites
La statue d’Athéna Polias était éclairée en permanence. Selon les sources antiques, l’huile de la lampe n’était renouvelée qu’une fois par an, ayant une contenance suffisante pour cela. De plus, sa mèche ne se consumait pas : elle était en linon carpasion, que l’on peut identifier soit à une qualité particulière de lin, soit à de l’amiante. Traditionnellement, sa fabrication était attribuée à Callimachos.

## Histoire

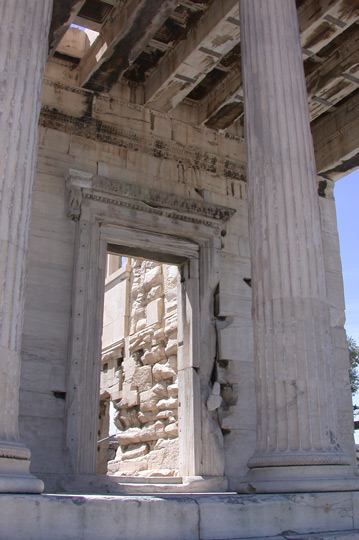
Érechthéion. Le porche nord.

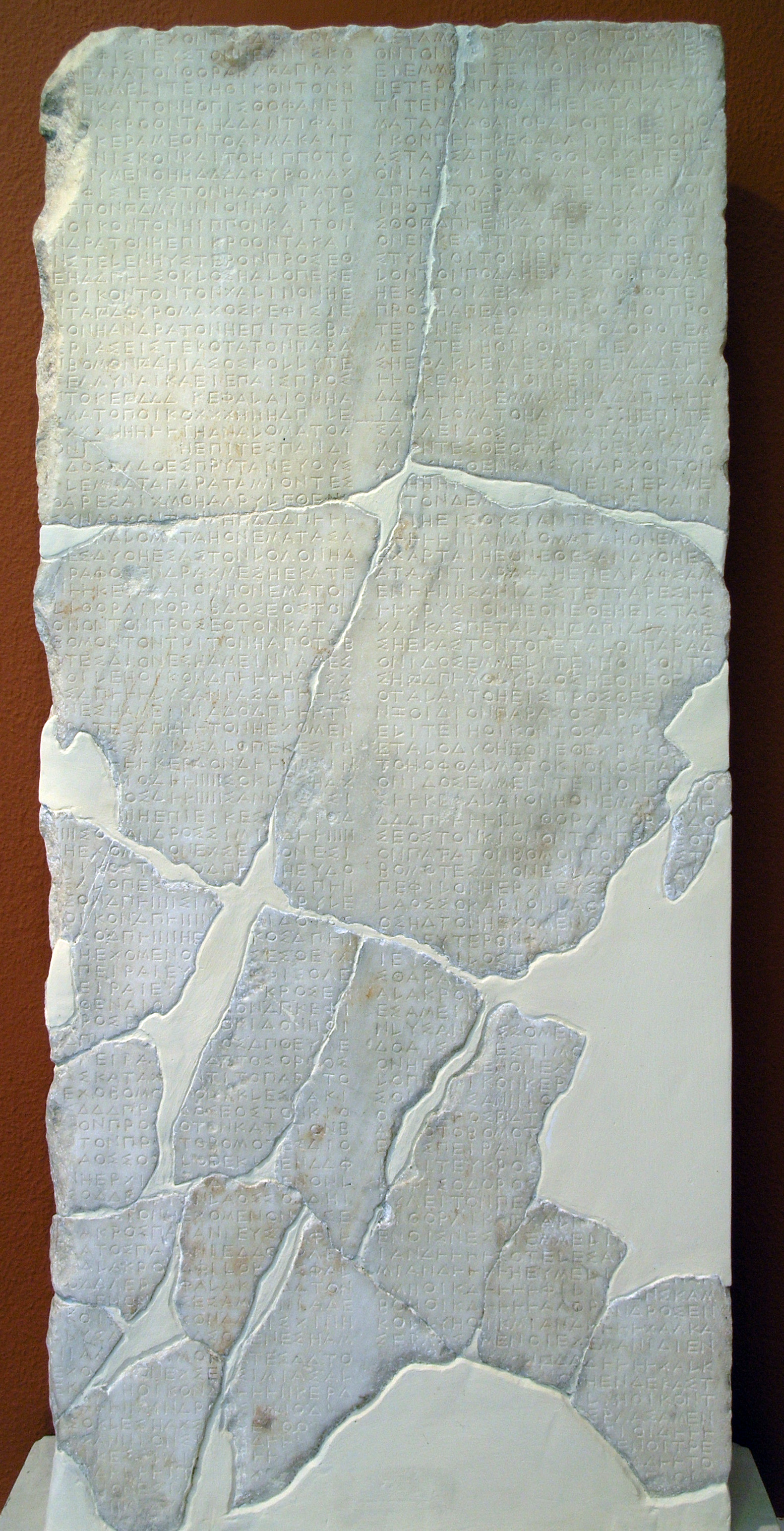
Comptes de construction de l'Érechthéion (IG I³ 476). (Musée épigraphique d'Athènes).

La construction du temple, tel qu'il est visible aujourd'hui, fut entreprise pendant la guerre du Péloponnèse. Elle commença lors de la trêve de Nicias en -421 et fut achevée entre -409 et -405, probablement en -406. Peu de temps après, en -403, Athènes dut capituler face à Sparte, entrer dans la ligue du Péloponnèse et voir sa démocratie remplacée par la tyrannie des Trente.
Le temple fut modifié et endommagé à plusieurs reprises, de sorte que son aménagement intérieur d'origine est sujet à controverse. Il fut d'abord endommagé par un incendie pendant la période classique, peut-être même avant d'être achevé et fut restauré. La cella ouest fut modifiée en -377 et en -27.
Au VIIe siècle, l'Érechthéion fut transformé en église ; les murs intérieurs furent détruits et d'autres furent édifiés. Pendant l'occupation franque, le temple est transformé en palais. Au cours de la période ottomane, le temple subit d'autres dommages. En 1463, il fut transformé pour loger le harem du commandant turc de l'Acropole et le portique nord fut muré.
Plus tard, Lord Elgin, ambassadeur britannique à Constantinople, fit enlever une des caryatides ainsi que de nombreuses autres sculptures du Parthénon et la vendit au gouvernement britannique. Cette statue se trouve actuellement au British Museum. Les cinq autres Caryatides se trouvent au musée de l'Acropole, protégées de la corrosion et de la pollution. Les six statues se trouvant sur le site sont des répliques exactes de celles d'origine.

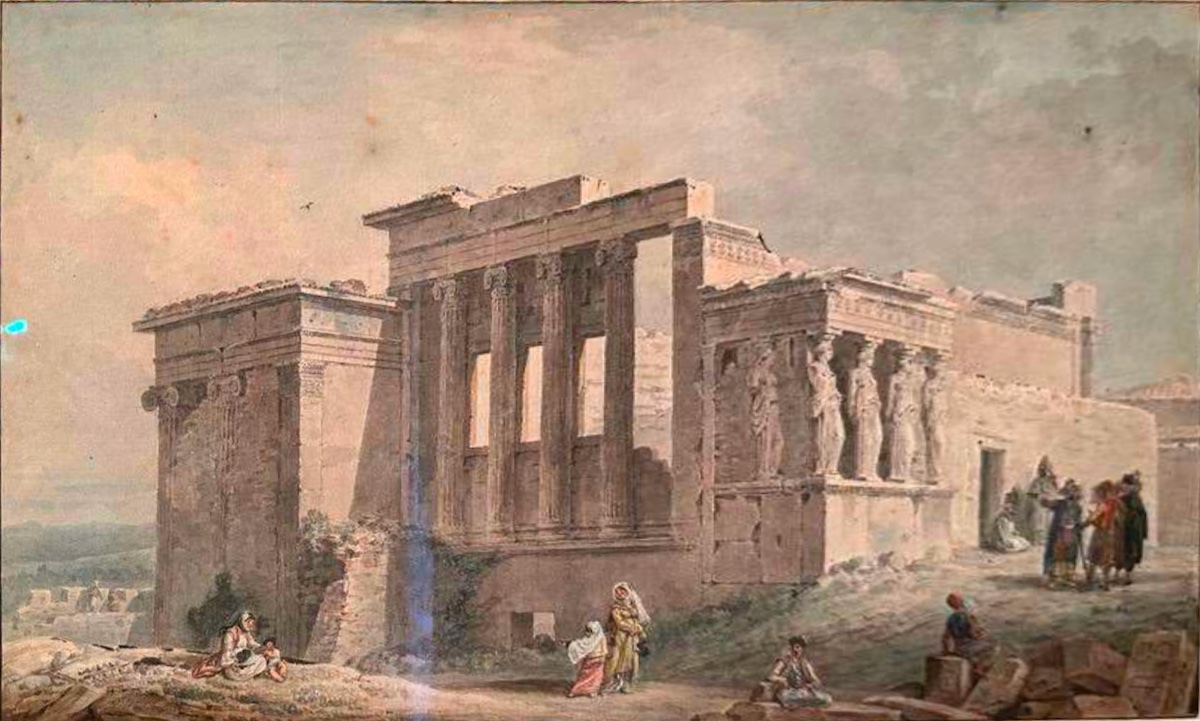
Louis-François Cassas, L’Érechthéion.

Le bâtiment fut endommagé par les bombardements lors du siège de l'Acropole de 1827, au cours de la guerre d'indépendance. Servant d'abri aux familles de certains notables, il fut touché en janvier 1827 par un tir et son plafond s'effondra, tuant les occupants dont la veuve de Yannis Gouras.
De nos jours, le service grec de Conservation des Monuments de l'Acropole a proposé de permettre un accès à l'intérieur de l'Érechthéion, afin d'étudier sa configuration et d'enfouir les fondations de l'ancienne basilique chrétienne pour assurer leur conservation. Le narthex de cette église, transformé par la suite en citerne à l'époque ottomane, ne sera pas enterré, afin que ces éléments, témoins de l'histoire du monument, restent visibles. Pour ce projet, qui a obtenu l'accord du Conseil supérieur de l'Archéologie, il est prévu de doter l'Érechthéion d'un nouveau plancher provisoire fait de plaques de marbre blanc de quatorze cm d'épaisseur posées sur une armature métallique.